# Хотят ли русские войны
Хотят ли русские войны? 

Спросите вы у тишины

Над ширью пашен и полей,

И у берёз, и тополей.

Спросите вы у тех солдат, 

Что под берёзами лежат,

И вам ответят их сыны, 

Хотят ли русские войны.
«Хотят ли русские войны» — популярная советская песня. Автор музыки — Эдуард Колмановский, автор слов — Евгений Евтушенко. Впервые исполнена в 1961 году Марком Бернесом.

## История создания
Задумка написать песню, в которой выражались бы протест против войны и призыв к миру, возникла у поэта Евгения Евтушенко осенью 1961 года во время очередной его поездки за рубеж, так как именно во время поездок по странам Западной Европы и Соединённым Штатам Америки ему неоднократно приходилось слышать один и тот же вопрос: «Хотят ли русские войны?»
Марк Бернес вспоминал: «Евтушенко бывал у меня ещё мальчиком, я знал, что он пишет стихи. Потом к нему пришла известность. Он хотел написать для меня какую-нибудь песню… Шли годы. И вот как-то мы встретились с ним на какой-то выставке. Там завязалась бурная дискуссия. И не только об искусстве. Я сказал ему в какой-то момент: „Напиши песню о войне, напиши, хотят ли русские войны или нет“. Евтушенко подхватил эти слова, начал на месте лихорадочно импровизировать… На следующий день он принёс два куплета, куплеты великолепные — первый и… третий. Он заупрямился, что второй куплет не нужен. „Почему это песня должна быть непременно из трёх куплетов?“ 8 октября, в день моего рождения, мы закрыли его в комнате на ключ и сказали, что не выпустим, пока он не напишет этот куплет. Он написал. Даже целых два варианта. Я выбрал тот, который не вошёл в том его стихов».
Сам Евтушенко признавался: «Сейчас уже просто невозможно восстановить, что там написал я сам, а что подсказал мне Бернес».
Эдуард Колмановский рассказывал: «Я вспоминаю, как появилась песня „Хотят ли русские войны“, первым исполнителем которой стал Марк Бернес. На этот раз я не был с ним связан никакими условиями, так как стихи песни дал мне их автор — Евгений Евтушенко. Я написал музыку и сыграл песню в студии грамзаписи, где она была одобрена. Но Бернес со свойственной ему прямотой музыку забраковал, сказав, что мелодия, по его мнению, неудачна. Бернес вообще в оценке песни не терпел никаких компромиссов и кому угодно говорил только то, что он думал. И вот вера в Бернеса, в его вкус, в его мелодическое чутьё, в музыкальную прозорливость заставила меня написать совершенно новую музыку. А это гораздо труднее, чем писать её в первый раз, потому что приходится отрешаться от созревшей уже однажды мелодии, одобренной к тому же компетентными музыкантами…».
По словам Евтушенко, ГлавПУР безуспешно пытался запретить песню как пацифистскую, «деморализующую наших солдат».
Первое исполнение песни состоялось накануне XXII съезда Коммунистической партии Советского Союза в 1961 году. В феврале или марте 1962 года первая запись песни в исполнении Марка Бернеса прозвучала во всесоюзном радиоэфире в передаче «С добрым утром!». В июле 1962 года делегатам проходившего в Москве Международного конгресса за всеобщее разоружение и мир были вручены в качестве сувениров пластинки с записью песни «Хотят ли русские войны» на английском, французском, немецком и испанском языках в исполнении Георга Отса. А на VIII Всемирном фестивале молодёжи и студентов, проходившем почти в то же время в Хельсинки, когда песня зазвучала при появлении советской делегации, весь стадион в едином порыве встал и подхватил её на разных языках, что лишний раз подтвердило её всемирную известность.

## Исполнители

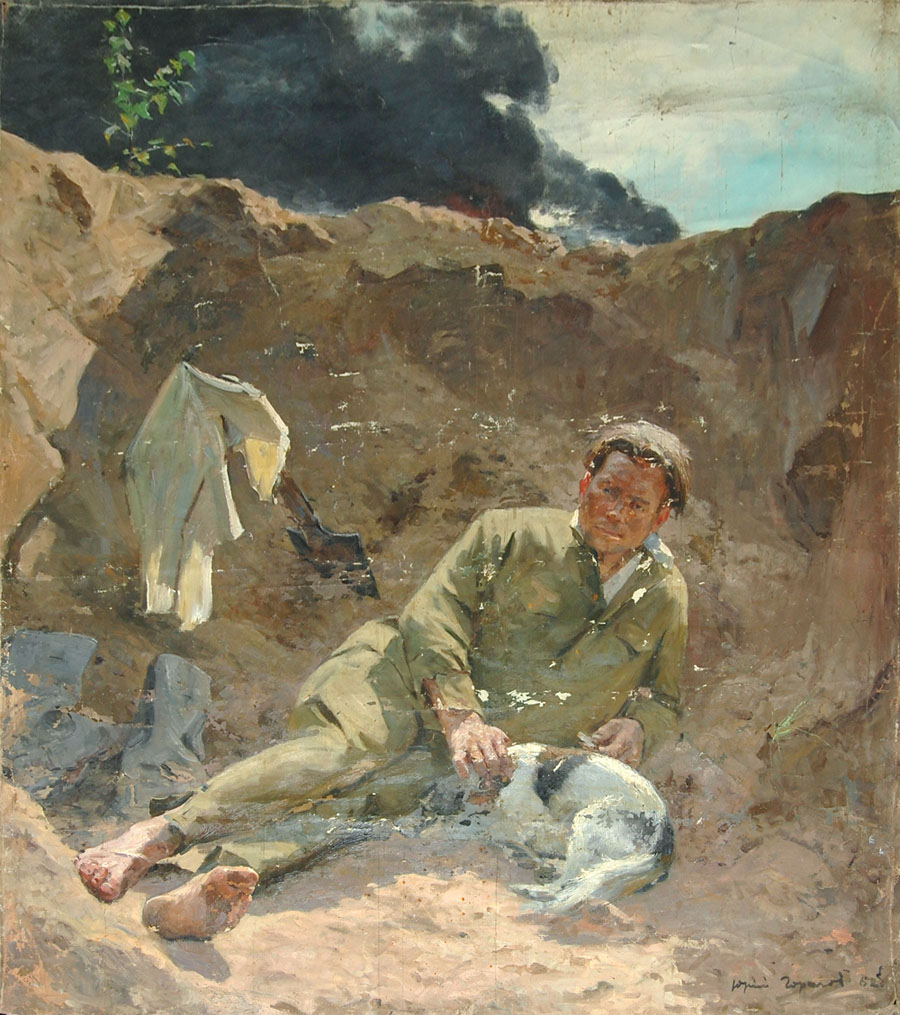
Картина художника Юрия Горелова «Хотят ли русские войны?» (1962)

Марк Бернес, Георг Отс, Артур Эйзен, Юрий Гуляев, хор Пятницкого и другие.

## Использование
Песня «Хотят ли русские войны» входила в репертуар Краснознамённого ансамбля песни и пляски Советской Армии под управлением А. В. Александрова солист Вадим Русланов, который исполнял её в 1967 году во время гастролей в Италии, Бельгии, Франции, Швейцарии. В Лондоне, где в крупнейшем концертном зале «Альберт-холл» должно было состояться первое его выступление перед английской публикой, незадолго до начала концерта выяснилось, что местные власти запретили включать в программу «Хотят ли русские войны». Руководитель ансамбля потребовал объяснений. Оказалось, что исполнение этой песни рассматривалось здесь как акт вмешательства во внутренние дела страны. Артисты ансамбля выразили решительный протест и добились отмены запрета.
Многие годы, начиная с советских времён и до сих пор, текст песни входит в школьную программу по литературе.
Сразу после начала российского вторжения на Украину 24 февраля 2022 года президент Украины Владимир Зеленский в своём обращении к россиянам сделал отсылку к песне. 4 марта 2022 года немецкий сатирик Ян Бёмерман исполнил песню на немецком языке в своей телепрограмме ZDF Magazin Royale.